# Angraecum cadetii
Angraecum cadetii är en orkidéart som beskrevs av Jean Marie Bosser. Angraecum cadetii ingår i släktet Angraecum och familjen orkidéer. Inga underarter finns listade i Catalogue of Life.

## Bildgalleri

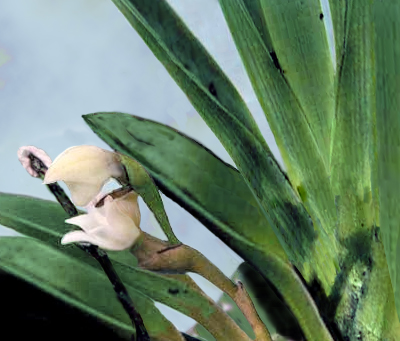